# قلب (رمز)

رمز القلب

القلب (♥) هو رمز للعاطفة بما في ذلك الحب وخاصة الحب الرومانسي.
رمز القلب هو رسم فكري يستخدم للتعبير عن فكرة " القلب " بمعناها المجازي أو الرمزي . يتم تمثيله بشكل غير دقيق من الناحية التشريحية ، وغالبًا ما يستخدم رمز القلب لتمثيل مركز العاطفة ، بما في ذلك المودة والحب ، وخاصة الحب الرومانسي . في بعض الأحيان يكون مصحوبًا أو يحل محله رمز "القلب الجريح" ، الذي يصور كرمز قلب مثقوب بسهم أو كرمز قلب "مكسور" إلى قطعتين أو أكثر ، مما يشير إلى لوعة الحُب .

## التاريخ

### أشكال مماثلة من العصور القديمة
تم استخدام أوراق أثأب الهند في التصوير الفني لحضارة وادي السند : تم اكتشاف قلادة على شكل قلب نشأت من هناك وهي معروضة الآن في متحف الهند الوطني . في القرنين الخامس والسادس قبل الميلاد ، تم استخدام شكل القلب لتمثيل فاكهة نبات السيلفيوم على شكل قلب ،  وهو نبات يُحتمل أن يستخدم كمانع للحمل ومثير للشهوة الجنسية. تحمل العملات الفضية من قورينا في القرنين الخامس والسادس قبل الميلاد تصميمًا مشابهًا ، مصحوبة أحيانًا بنبات السيلفيوم ويُفهم أنها تمثل بذورها أو ثمارها.
منذ العصور القديمة في اليابان ، يُطلق على رمز القلب اسم Inome (猪 目) ، أي عين الخنزير البري ، وله معنى درء الأرواح الشريرة. تستخدم الزخارف لتزيين مزارات الشنتو والمعابد البوذية والقلاع والأسلحة. تُرى أقدم الأمثلة على هذا النمط في بعض نماذج تسوبا اليابانية الأصلية (حارس السيف) من النمط المسمى toran gata tsuba (مضاءة ، تسوبا مقلوبة على شكل بيضة) والتي تم إرفاقها بالسيوف من القرن السادس إلى القرن السابع ، وجزء من تم تجويف تسوبا على شكل رمز قلب.

### أقرب استخدام
تم تطوير الجمع بين شكل القلب واستخدامه في استعارة القلب في نهاية العصور الوسطى ، على الرغم من استخدام الشكل في العديد من الآثار والنصوص الكتابية القديمة. مع أمثلة مبكرة محتملة أو أسلاف مباشرين في القرن الثالث عشر إلى القرن الرابع عشر ، تطور الرمز المألوف للقلب الذي يمثل الحب في القرن الخامس عشر ، وأصبح شائعًا في أوروبا خلال القرن السادس عشر.
قبل القرن الرابع عشر ، لم يكن شكل القلب مرتبطًا بمعنى استعارة القلب. تم العثور على الشكل الهندسي نفسه في مصادر سابقة ، ولكن في مثل هذه الحالات لا يصور القلب ، ولكن عادة أوراق الشجر: في أمثلة من أوراق التين القديمة ، وفي أيقونات العصور الوسطى وشعارات النبالة ، عادةً أوراق اللبلاب وزنبق الماء .
يعود تاريخ أول تصوير معروف للقلب كرمز للحب الرومانسي إلى خمسينيات القرن الخامس عشر. توجد في منمنمة تزين حرف 'S' كبير في مخطوطة من Roman de la poire الفرنسي</link> . في المنمنمات ، عاشق راكع (أو بتعبير أدق ، قصة رمزية عن "النظرة الحلوة" doux regard</link> ) يقدم قلبه لفتاة. يشبه القلب هنا كوز الصنوبر (يُعقد "مقلوبًا" ، والنقطة متجهة لأعلى) ، وفقًا للأوصاف التشريحية للعصور الوسطى. ومع ذلك ، في هذه المنمنمات ، ما يوحي بأن شكل القلب هو فقط نتيجة تثبيت إصبع المحب على شيء ما ؛ يكون المخطط التفصيلي للشكل الكامل للكائن مخفيًا جزئيًا ، وبالتالي غير معروف. علاوة على ذلك ، يُترجم العنوان الفرنسي للمخطوطة التي تظهر المنمنمة إلى "رواية الكمثرى" باللغة الإنجليزية. وهكذا يكون الجسم الذي على شكل قلب هو الكمثرى. الاستنتاج القائل بأن الكمثرى يمثل القلب أمر مشكوك فيه. لذلك تختلف الآراء حول أن هذا هو أول تصوير للقلب كرمز للحب الرومانسي.
يُظهر جيوتو في لوحته عام 1305 في كنيسة سكروفيني ( بادوفا ) قصة رمزية للأعمال الخيرية (كاريتاس) وهي تسلم قلبها إلى يسوع المسيح . تم تصوير هذا القلب أيضًا على شكل مخروط الصنوبر بناءً على الأوصاف التشريحية لهذا اليوم (لا يزال "مقلوبًا"). مارست لوحة جيوتو تأثيرًا كبيرًا على الرسامين اللاحقين ، وقد أظهر تاديو جادي دافع تقديم قلب من قبل تاديو جادي في سانتا كروس ، وأندريا بيسانو على الباب البرونزي للشرفة الجنوبية لمعمودية فلورنسا ( ق. 1337 ) ، بواسطة Ambrogio Lorenzetti في Palazzo Publico في Siena ( ق. 1340 ) وأندريا دا فلورنسا في سانتا ماريا نوفيلا في فلورنسا ( ق. 1365 ). تقليد إظهار نقطة القلب يتحول إلى الأعلى في أواخر القرن الرابع عشر ويصبح نادرًا في النصف الأول من القرن الخامس عشر.
ظهر الشكل "الصدفي" لرمز القلب المألوف الآن ، مع وجود انحناء في قاعدته ، في أوائل القرن الرابع عشر ، في البداية فقط منبعجًا قليلاً ، كما هو الحال في المنمنمات في Francesco da Barberino 's Documenti d'amore</link> (قبل 1320). تم العثور على مثال لاحق بقليل مع انبعاج أكثر وضوحا في مخطوطة من دير سيسترسيان في بروكسل. وهكذا انتشر العرف المتمثل في إظهار انحناء في قاعدة القلب في نفس الوقت تقريبًا الذي اتسعت فيه اتفاقية إظهار القلب ونقطته إلى أسفل. تم استخدام القلب الأحمر ذو المسافة البادئة الحديثة في أوراق اللعب منذ أواخر القرن الخامس عشر.
حاولت العديد من الفرضيات ربط "شكل القلب" كما تطورت في أواخر العصور الوسطى بأمثلة للشكل الهندسي في العصور القديمة. هذه النظريات حديثة ، واقترحت من الستينيات فصاعدًا ، ولا تزال تخمينية ، حيث لا يمكن إظهار أي استمرارية بين أسلافها القدامى المفترضين وتقاليد القرون الوسطى المتأخرة. تتضمن الاقتراحات المحددة: شكل بذرة نبات السيلفيوم ، الذي استخدم في العصور القديمة كوسيلة لمنع الحمل بالأعشاب ،  وصور منمنمة لسمات جسم الأنثى البشرية ، مثل ثدي الأنثى ، والأرداف ، وكومة العانة ، أو نشر الفرج .

### عصر النهضة وأوائل العصر الحديث
يمكن رؤية أشكال القلب على العديد من النقوش الجصية وألواح الجدران المحفورة من أنقاض مدينة قطسيفون ، العاصمة الفارسية ( ق. 90 BC – 637 AD ).
كانت وردة لوثر هي الختم الذي تم تصميمه لمارتن لوثر بناءً على طلب من الأمير جون فريدريك ، في عام 1530 ، بينما كان لوثر يقيم في قلعة كوبرغ خلال حمية أوغسبورغ . كتب لوثر شرحًا للرمز إلى Lazarus Spengler : "صليب أسود في قلب يحتفظ بلونه الطبيعي ، حتى أتذكر نفسي أن الإيمان بالمصلوب ينقذنا. "لأن من يؤمن من القلب يتبرر" ( رومية 10: 10) "  </link> 

### حديث
منذ القرن التاسع عشر ، غالبًا ما يستخدم الرمز على بطاقات عيد الحب ، وصناديق الحلوى ، وما شابه ذلك من أعمال الثقافة الشعبية كرمز للحب الرومانسي .
إن استخدام رمز القلب كسجل للفعل الإنجليزي "to love" مشتق من الاستخدام في " I ♥ NY " ، الذي تم تقديمه عام 1977.
كثيرًا ما تُستخدم رموز القلب للإشارة إلى "الصحة" أو "الحياة" في ألعاب الفيديو . سوبر ماريو بروس 2 (1987 ، 1988) كان لديه "شريط حياة" مكون من سداسي ، ولكن في التسعينيات من القرن الماضي ، تم استبدال الأشكال السداسية بأشكال قلب (امتياز Castlevania كان استثناءً ملحوظًا ، حيث تكون القلوب ذخيرة لـ الأسلحة الثانوية بدلاً من تمثيل الصحة). منذ التسعينيات ، تم استخدام رمز القلب أيضًا كإيدوجرام يشير إلى الصحة خارج سياق ألعاب الفيديو ، على سبيل المثال ، استخدامه من قبل المطاعم للإشارة إلى ادعاء المحتوى الغذائي الصحي للقلب (على سبيل المثال ، "انخفاض الكوليسترول "). تم تقديم رمز "فحص القلب" المحمي بحقوق الطبع والنشر للإشارة إلى الغذاء الصحي للقلب من قبل جمعية القلب الأمريكية في عام 1995.
ظهرت أولى الشحنات على شكل قلب في شعارات النبالة في القرن الثاني عشر ؛ تعود القلوب الموجودة في شعار النبالة الدنماركي إلى الراية الملكية لملوك الدنمارك ، والتي تستند بدورها إلى الختم المستخدم في وقت مبكر من تسعينيات القرن الحادي عشر. ومع ذلك ، بينما من الواضح أن الاتهامات على شكل قلب ، فإنها لم تصور القلوب في الأصل ، أو ترمز إلى أي فكرة تتعلق بالحب. بدلاً من ذلك ، يُفترض أنهم رسموا أوراق زنبق الماء . تم العثور على رسوم مبكرة على شكل قلب تصور أوراق زنابق الماء في تصميمات أخرى مختلفة تتعلق بالمناطق القريبة من الأنهار أو الساحل ( على سبيل المثال أعلام فريزيا ).
تم استخدام رموز القلب المقلوبة في شعارات النبالة كخصيتين منمنمة ( coglioni بالإيطالية) كما هو الحال في الأذرع المقلوبة لعائلة Colleoni في ميلانو.
يُظهر ختم منسوب إلى ويليام ، لورد دوغلاس (عام 1333) شكل قلب ، يُعرف بأنه قلب روبرت ذا بروس . أصالة هذا الختم "مشكوك فيها للغاية" ،  أي أنه من المحتمل أن يعود تاريخه إلى أواخر القرن الرابع عشر أو حتى القرن الخامس عشر.
أصبحت رسوم الشعارات التي تمثل القلوب أكثر شيوعًا في أوائل العصر الحديث ، حيث تم تصوير القلب المقدس في شعارات النبالة الكنسية ، والقلوب التي تمثل الحب تظهر في شعارات النبالة البرجوازية. أصبحت القلوب أيضًا فيما بعد عناصر شائعة في شعارات النبالة البلدية.

## رمزية نباتية
كان هناك بعض التخمين فيما يتعلق بالارتباط بين رمز القلب التقليدي وصور ثمرة السيلفيوم ، وهو نبات منقرض (ربما) معروف في العصور القديمة وينتمي إلى جنس الزهرة ، ويستخدم كتوابل وطب ، (الخصائص الطبية بما في ذلك موانع الحمل والإجهاض ، وربط النبات بالجنس والحب). العملات الفضية من ليبيا القديمة في القرنين السادس والخامس قبل الميلاد تحمل صورًا تذكرنا بقوة برمز القلب ، مصحوبة أحيانًا بصور نبات السيلفيوم. تعتبر أنواع الحلويات ذات الصلة asafoetida - والتي تم استخدامها بالفعل كبديل أدنى للسيلفيوم - كمنشط جنسي في التبت والهند ، مما يشير إلى وجود ارتباط علاجي ثالث يتعلق بالسيلفيوم.

## التشفير
الرمز الشائع للقلب هو < 3. في Unicode ، تتوفر العديد من رموز القلب بتنسيق نصي:
في صفحة التعليمات البرمجية 437 ، تمثل مجموعة الأحرف الأصلية لجهاز كمبيوتر IBM ، قيمة 3 (سداسي عشري 03) رمز القلب. تتم مشاركة هذه القيمة مع حرف التحكم ETX غير القابل للطباعة ، والذي يتجاوز الحرف الرسومي في العديد من السياقات.

## Parametrisation باراميتريسيشن
تم وصف عدد من البارامترات لمنحنيات على شكل قلب تقريبًا. وأشهرها هو الشكل القلبي ، وهو ملحمي ذو أعتاب واحد. على الرغم من أن الشكل القلبي يفتقر إلى النقطة الأساسية ، فقد يُنظر إليه على أنه ورقة زنبق الماء منمنمة ، أو ما يسمى بسيبلات ، وليس قلبًا. قد تؤدي المنحنيات الأخرى ، مثل المنحنى الضمني (x 2 + y 2 −1) 3 x 2 y 3 = 0 ، إلى تقديرات تقريبية أفضل لشكل القلب.

### اقتباسات مضمنة
1. ↑  "معلومات عن قلب (رمز) على موقع getty.edu". getty.edu. مؤرشف من الأصل في 2021-07-09.
2. ↑  "معلومات عن قلب (رمز) على موقع yso.fi". yso.fi. مؤرشف من الأصل في 2023-12-07.
3. ↑  "معلومات عن قلب (رمز) على موقع id.loc.gov". id.loc.gov. مؤرشف من الأصل في 2022-07-13.
4. ↑  "Pendant - unknown". Google Arts & Culture (بالإنجليزية). Archived from the original on 2023-07-02. Retrieved 2020-10-21.
5. ↑  Favorito، E. N.؛ Baty، K. (فبراير 1995). "The Silphium Connection". Celator. ج. 9 ع. 2: 6–8.
6. ↑  Did the ancient Romans use a natural herb for birth control?, The Straight Dope, October 13, 2006 نسخة محفوظة 2023-05-31 على موقع واي باك مشين.
7. ↑  Zaria Gorvett (2017). "The mystery of the lost Roman herb". BBC. مؤرشف من الأصل في 2023-05-31.
8. ↑  Buttrey، T. V. (Spring–Summer 1992). "The Coins and the Cult" (PDF). Expedition. ج. 34 ع. 1–2: 59–66. مؤرشف من الأصل (PDF) في 2023-02-17.
9. ↑  幸せの猪目（いのめ） (باليابانية). Hase-dera. Archived from the original on 2021-01-30.
10. ↑  お寺にハートマーク (باليابانية). Fukagawa Fudoudou. Archived from the original on 2020-04-30. {{استشهاد ويب}}: |archive-date= / |archive-url= timestamp mismatch (help)
11. ↑  猪目(いのめ) (باليابانية). weblio. Archived from the original on 2021-05-08.
12. ↑  倒卵形鐔（とうらんがたつば） (باليابانية). weblio. Archived from the original on 2021-10-26. {{استشهاد ويب}}: |archive-date= / |archive-url= timestamp mismatch (help)
13. ↑  Martin Kemp. (2011). "Christ to Coke: How Image Becomes Icon", 1st ed. Oxford University Press, (ردمك 9780199581115), pp.368, p.96–99.
14. ↑  (National Library FR MS. 2086, plate 12)
15. 1 2  Vinken (2001).
16. ↑  MS 4459–70, fol 192v. مكتبة بلجيكا الملكية  [لغات أخرى]‏
17. ↑  Vinken (2001): "The change from the spherical to the scalloped form of the heart base happened more or less in train with the differing way in which the heart was held, and has dominated visual representations of the heart ever since."
18. ↑  A Brief History of Playing Cardes, by Charles Knutson, Renaissance Magazine 2001 "Gamester article renaissance magazine". مؤرشف من الأصل في 2010-12-20. اطلع عليه بتاريخ 2013-05-27.
19. 1 2  The Shape of My Heart: Where did the ubiquitous Valentine's symbol come from? by Keelin McDonell, Slate.com, Tuesday, Feb. 13, 2007. نسخة محفوظة 2023-04-07 على موقع واي باك مشين.
20. ↑  Benedictus، Luke (12 فبراير 2006). "Sowing the seeds of love". The Age. مؤرشف من الأصل في 2023-04-17.
21. ↑  Proposed by Gloria Steinem in the 1998 introduction to the Vagina Monologues online copy [وصلة مكسورة]; "For example, the shape we call a heart—whose symmetry resembles the vulva far more than the asymmetry of the organ that shares its name—is probably a residual female genital symbol. It was reduced from power to romance by centuries of male dominance.", based on an earlier suggestion by Tanzer (1969) that the shape was used as a symbol indicating brothels in ancient Pompeii. Tanzer (1969). The Common People of Pompeii. A study of the graffiti. With illustrations and a map نسخة محفوظة 2023-04-16 على موقع واي باك مشين.
22. ↑  Roundel with radiating palmettes. (n.d.). Retrieved April 7, 2015, from http://metmuseum.org/exhibitions/view?exhibitionId={60853040-AE7E-4162-8FA7-525505D6B633}&oid=322631
23. ↑  Fragments of stucco roundels in situ, Taq-i Kisra, south building, Ctesiphon, Iraq, 1931–32. (n.d.). Retrieved April 7, 2015, from http://www.metmuseum.org/met-around-the-world/images/wb_large/wb_Ctesiphon2.jpg نسخة محفوظة 2023-04-15 على موقع واي باك مشين.
24. ↑  "Wall panel with a guinea fowl [Sasanian] (32.150.13)". In Heilbrunn Timeline of Art History. New York: The Metropolitan Museum of Art, 2000–. http://www.metmuseum.org/toah/works-of-art/32.150.13 (March 2012) نسخة محفوظة 2023-06-11 على موقع واي باك مشين.
25. ↑  gamesmuseum.uwaterloo.ca نسخة محفوظة 2006-10-10 على موقع واي باك مشين., i-p-c-s.org "Archived copy". مؤرشف من الأصل في 2013-09-27. اطلع عليه بتاريخ 2013-03-17.{{استشهاد ويب}}:  صيانة الاستشهاد: الأرشيف كعنوان (link) antiquemapsandprints.com, obviously more research is needed here.
26. ↑  "Subsequently the heart symbol became a shorthand for enthusiasm for everything from software to Yorkshire terriers. It was a stamp that validated lifestyles. People could ♥ their grandchildren or line dancing or Buddha." Stephen Amidon, Thomas Amidon, The Sublime Engine: A Biography of the Human Heart (2011), p. 193.
27. ↑  "the heart-check mark that began to appear on a wide array of food packaging in 1995. The symbol consists of a heart branded with a bold, efficient check mark. It is copyrighted by the American Heart Association (AHA), which licenses it for a nominal fee to companies whose products meet the organization's criteria for saturated fat and cholesterol content." Stephen Amidon, Thomas Amidon, The Sublime Engine: A Biography of the Human Heart (2011), p. 193.
28. ↑  Woodward, John and George Burnett (1969). Woodward's a treatise on heraldry, British and foreign, page 203. Originally published 1892, Edinburgh: W. & A. B. Johnson. (ردمك 0-7153-4464-1). LCCN 02-20303
29. ↑  McAndrew, Scotland's Historic Heraldry, 2006, p. 141 نسخة محفوظة 2023-05-03 على موقع واي باك مشين.
30. ↑  McAndrew 2006, p. 213.
31. ↑  Favorito, E. N.; Baty, K. (February 1995). "The Silphium Connection". Celator. 9 (2): 6–8.
32. ↑  T. V. Buttrey, "The Coins and the Cult", Expedition magazine vol. 34, Nos. 1–2 "Special Issue: Gifts to the Goddesses—Cyrene's Sanctuary of Demeter and Persephone", Spring–Summer 1992.
33. ↑  Koerper، H.؛ Kolls، A. L. (1999). "The silphium motif adorning ancient libyan coinage: Marketing a medicinal plant". Economic Botany. ج. 53 ع. 2: 133–143. DOI:10.1007/BF02866492. JSTOR:4256173.
34. ↑  "Aphrodisiac - Asafoetida (Ferula asa foetida)". مؤرشف من الأصل في 2023-01-21.
35. ↑  Weisstein, Eric W., "Cardioid" from موقع ماثوورلد. نسخة محفوظة 2023-06-23 على موقع واي باك مشين.
36. ↑  إيريك ويستاين, "Heart Curve." From موقع ماثوورلد نسخة محفوظة 2023-06-14 على موقع واي باك مشين.